# Ampoița, Alba
Ampoița (în maghiară Kisompoly) este un sat în comuna Meteș din județul Alba, Transilvania, România. La recensământul din 2002 avea o populație de 689 locuitori. Se află la o distanță de 12 km față de municipiul Alba Iulia.

## Obiective turistice
- Rezervația naturală Calcarele Ampoiței (10 ha; aproape de intrarea în sat)
- Piatra Boului
- Piatra Varului

## Galerie

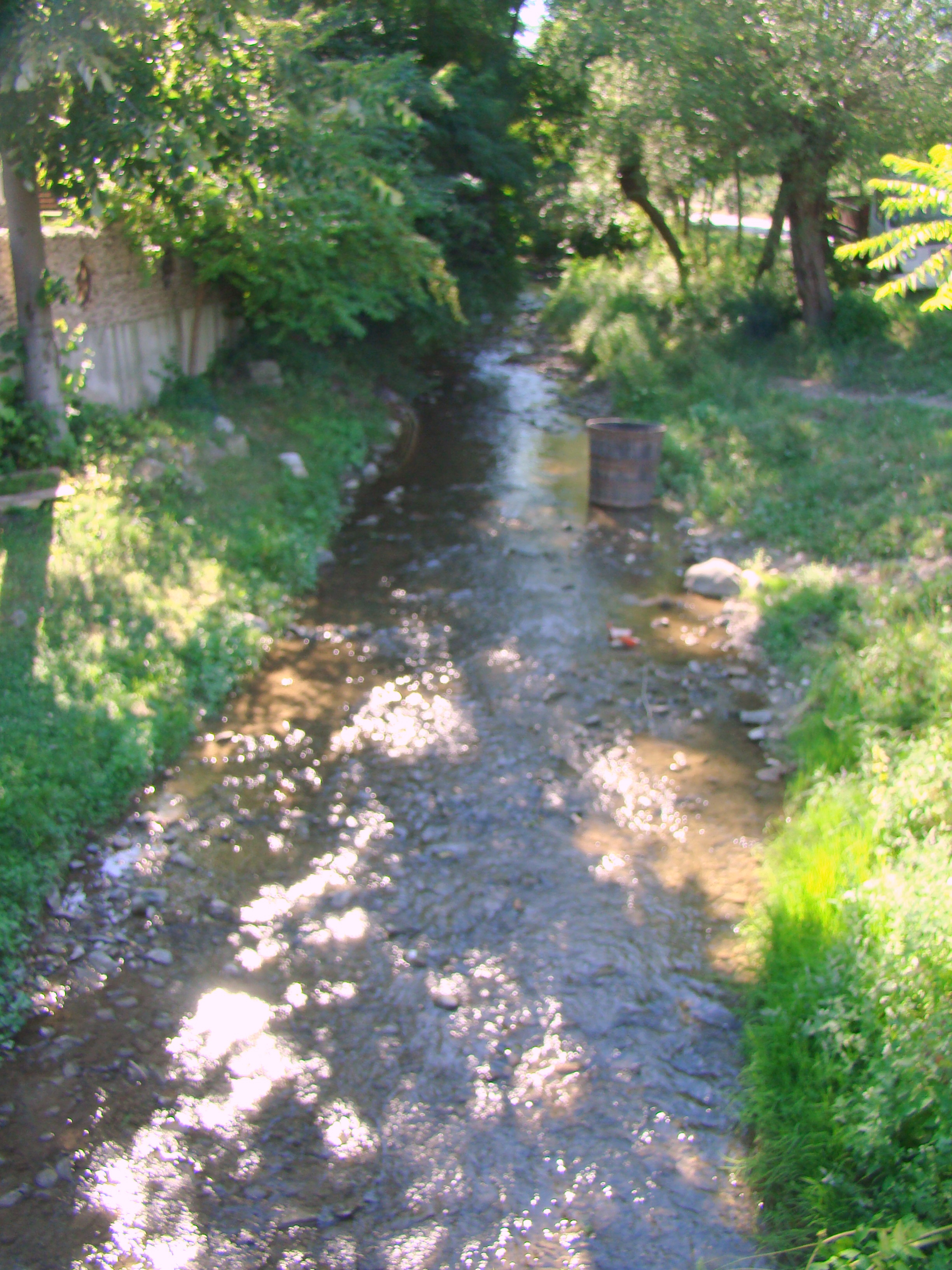
Râul Ampoiţa
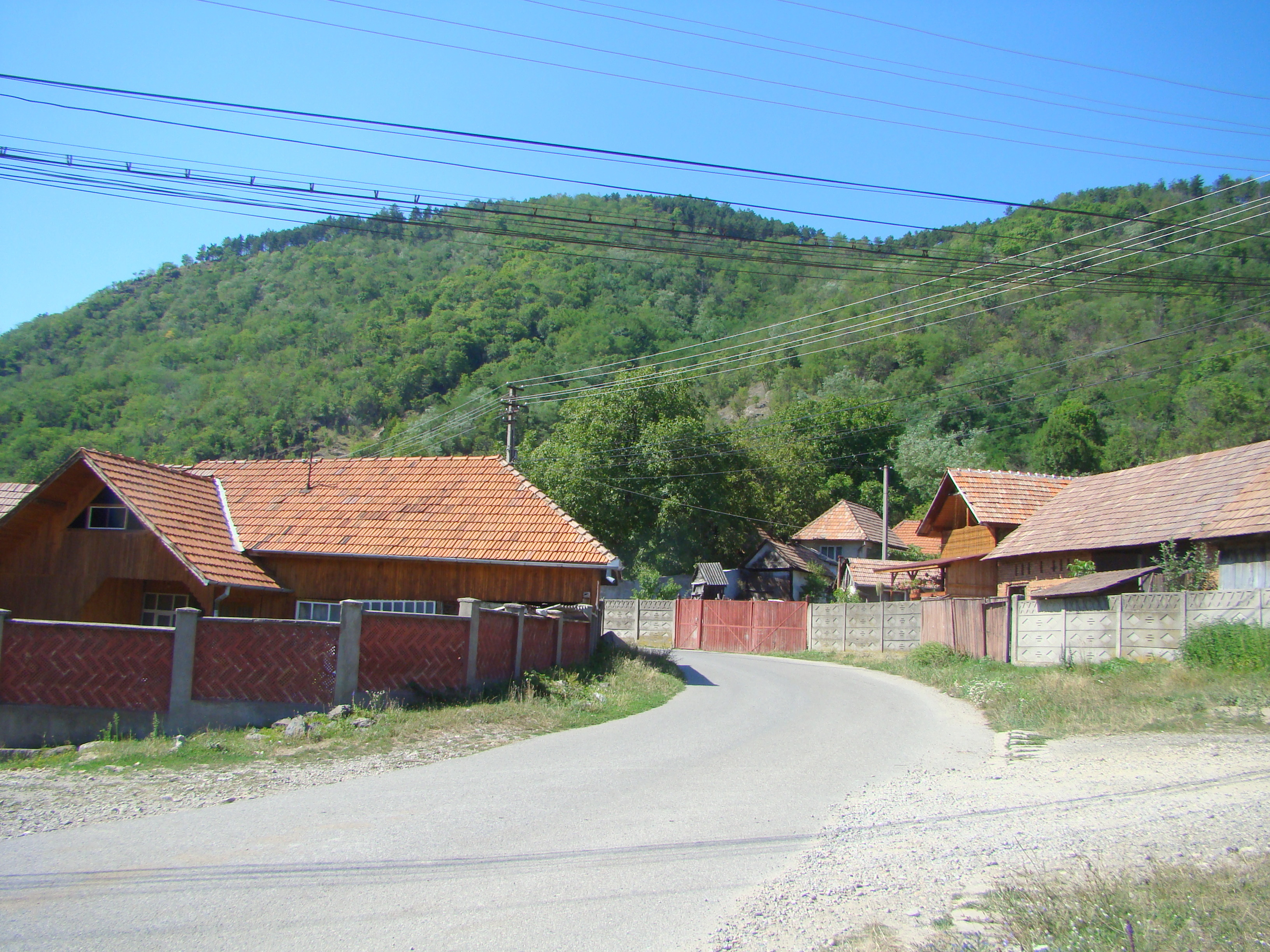
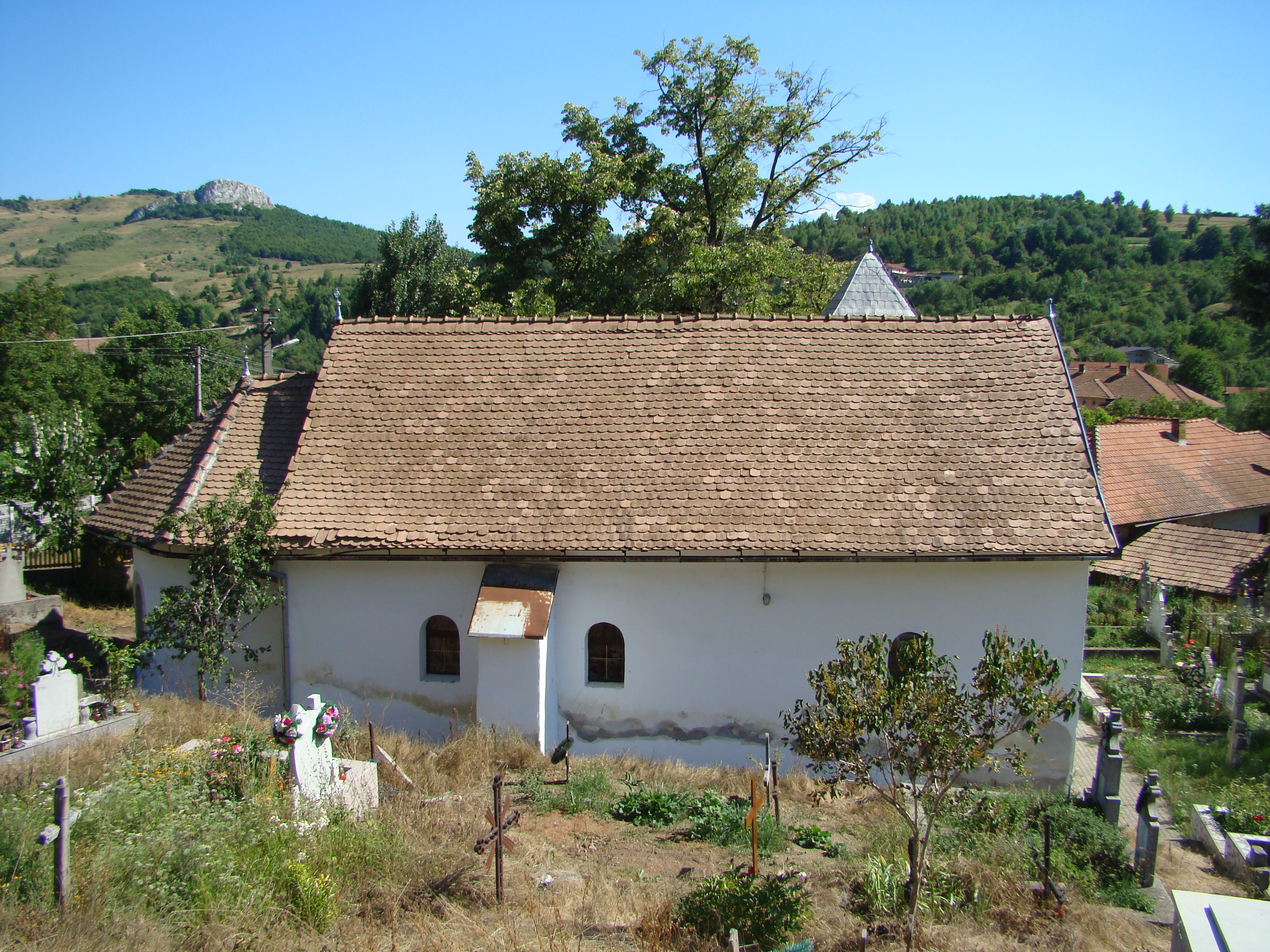
Biserica „Cuvioasa Paraschiva” (secolul XVII)
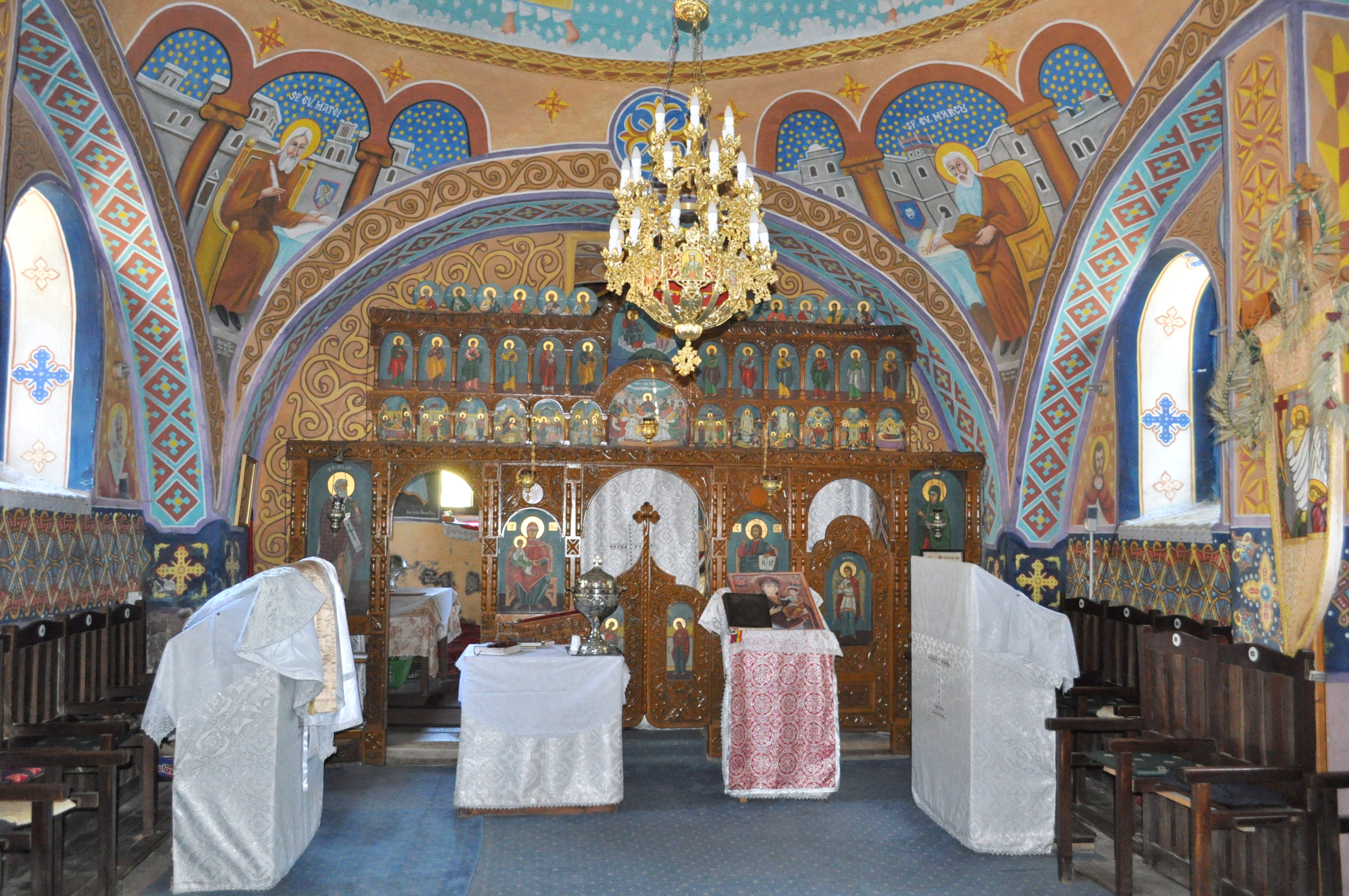
Biserica „Cuvioasa Paraschiva” (monument istoric)
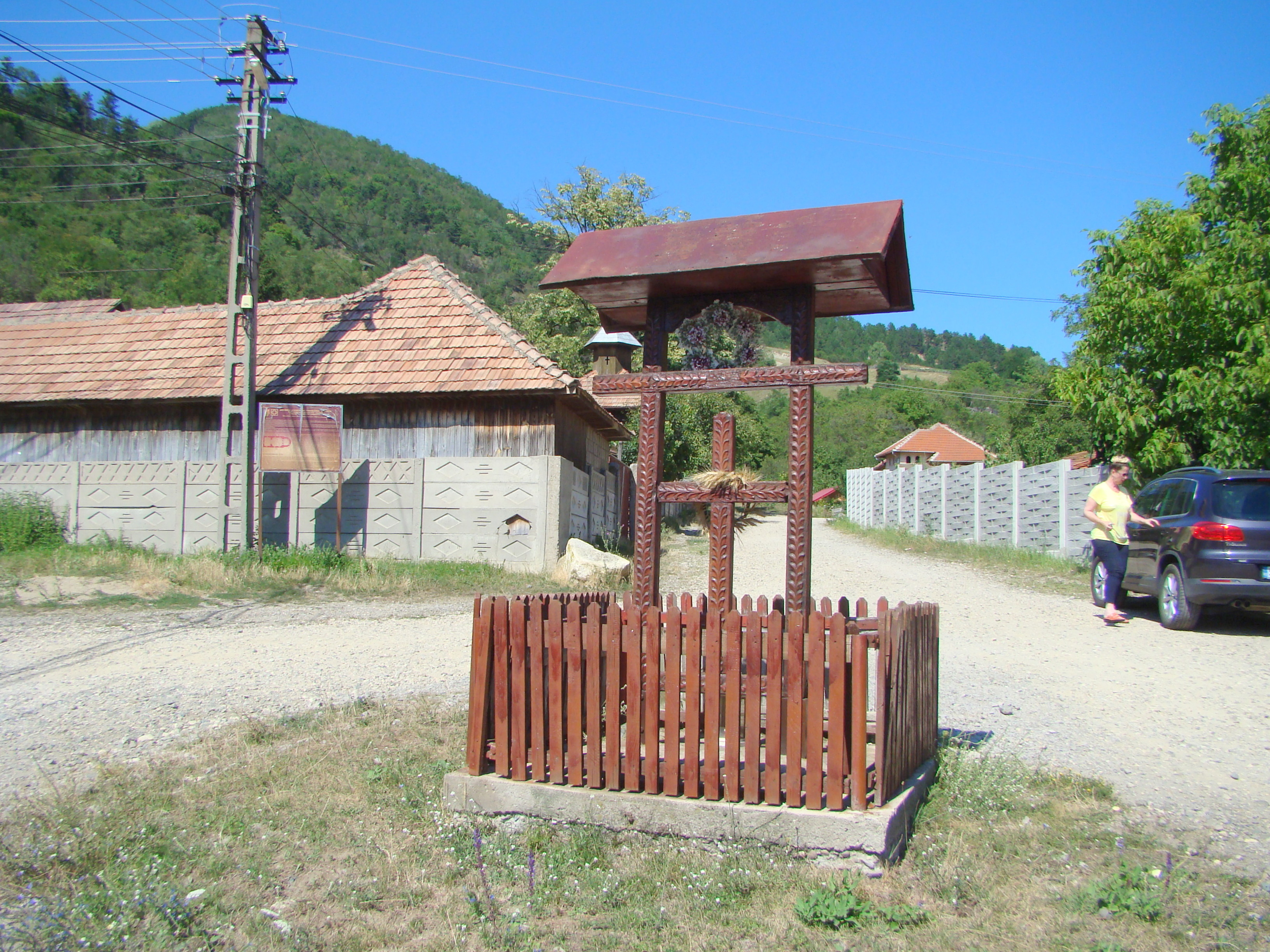
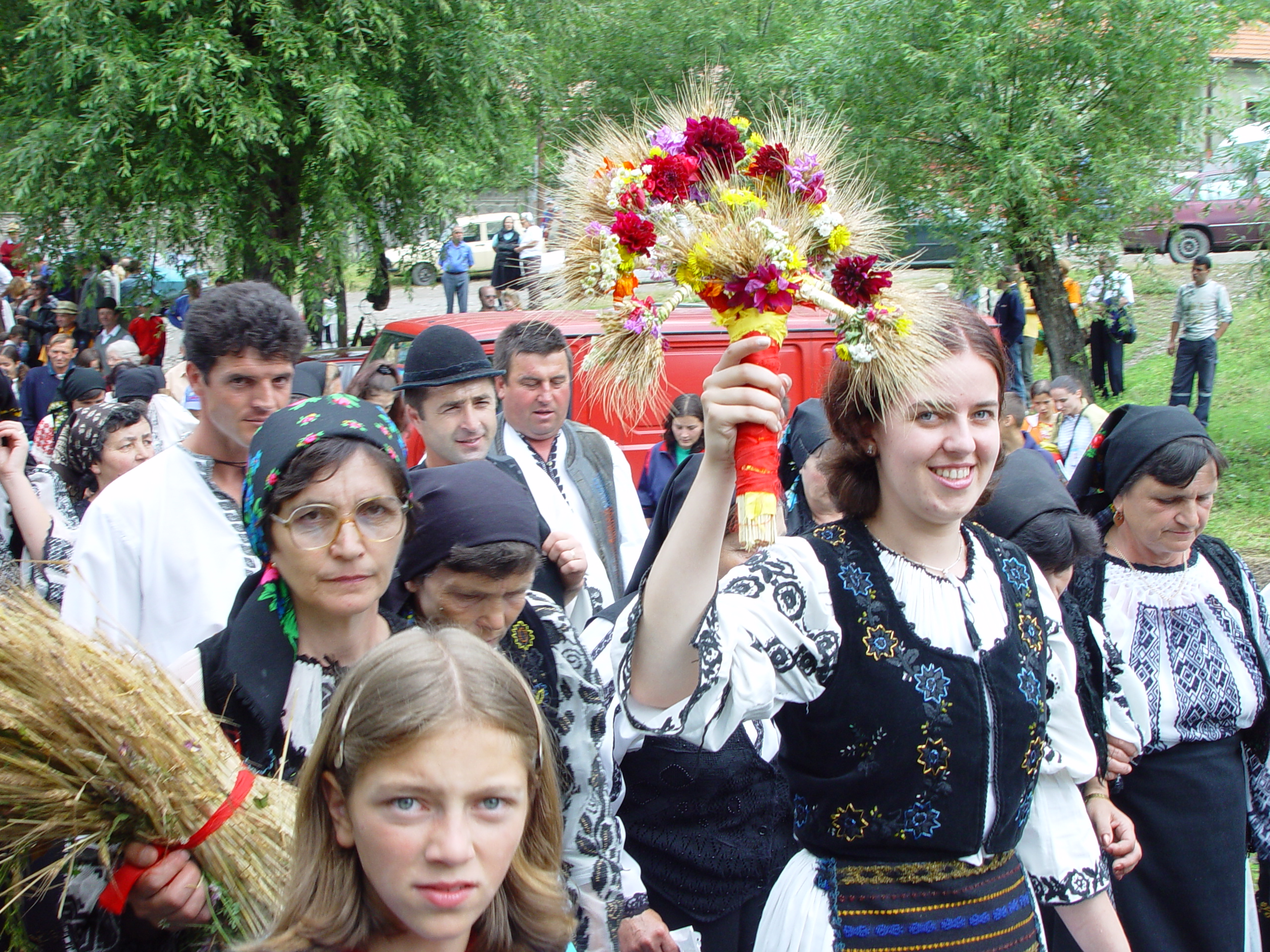
Cununa grâului Ampoița
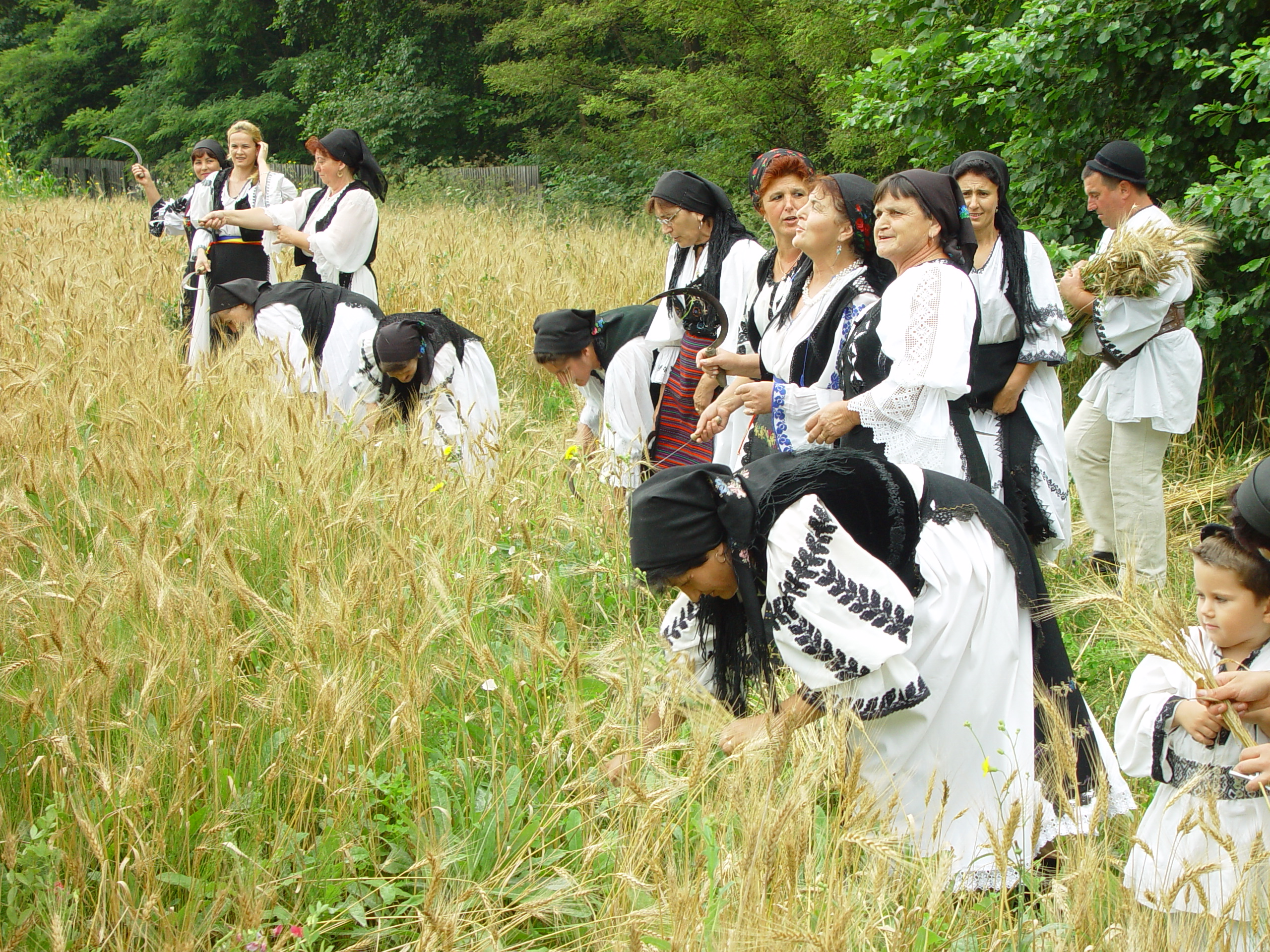
Claca la seceriș Ampoița

 Acest articol despre o localitate din județul Alba este deocamdată un ciot. Puteți ajuta Wikipedia prin completarea lui.